# ロッキー・マウンテン・オイスター
ロッキー・マウンテン・オイスター（英: Rocky Mountain oysters）とは、牛の睾丸を食材とするアメリカ合衆国およびカナダの料理。豚や羊の睾丸を使った料理もこの名で呼ばれることがある。カナダではプレーリー・オイスター（英: prairie oysters）として知られる。睾丸の皮を剥き、小麦粉と塩胡椒をまぶして油で揚げるのが代表的な調理法である。揚げる前に叩いて伸ばすこともある。珍味とされ、前菜としてカクテルソースにつけて食べるのが一般的。

## 概要

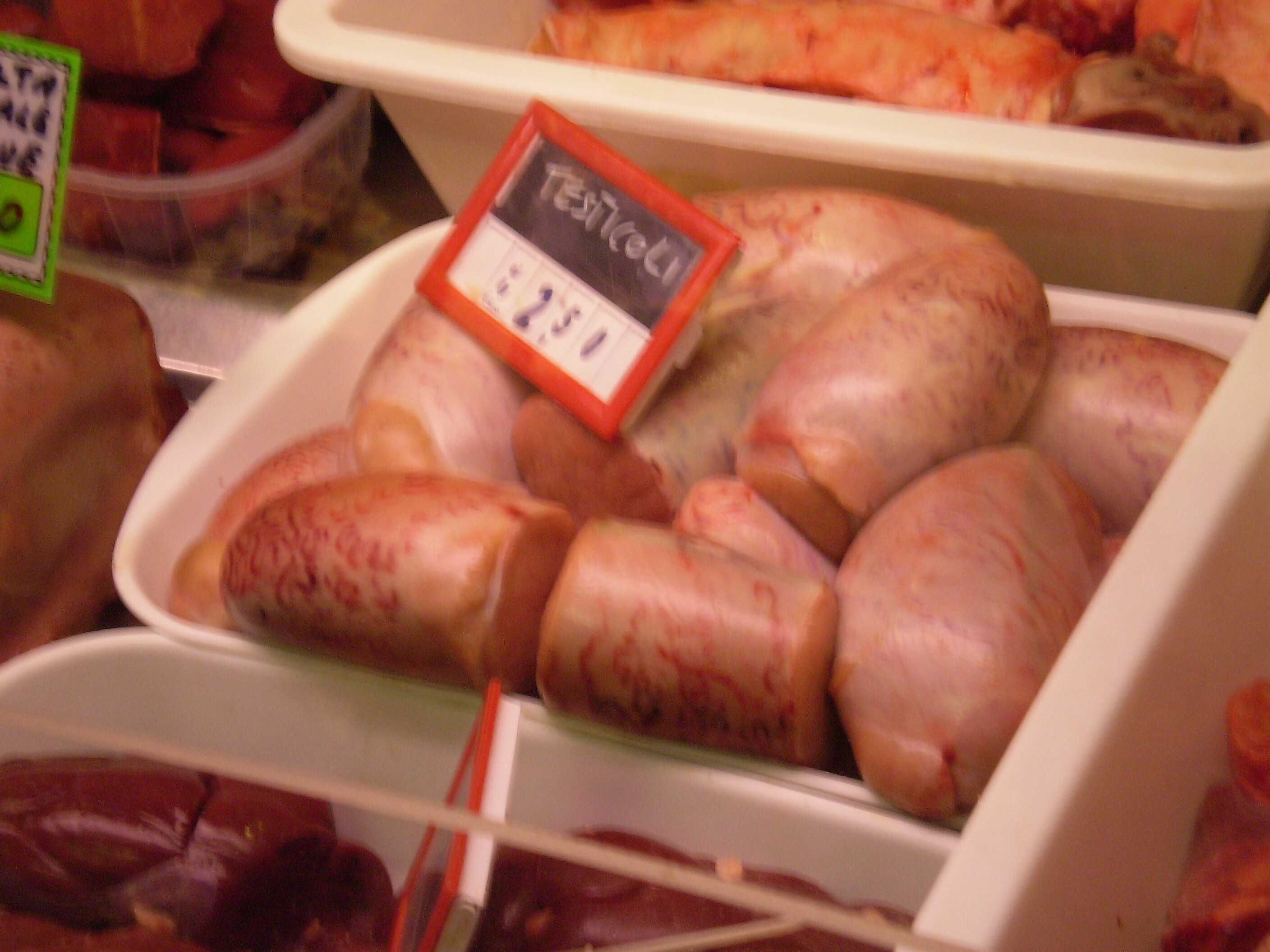
イタリアの市場で売られている未調理の牛睾丸。

ロッキー・マウンテン・オイスターはアメリカ西部およびカナダ西部のうち、牧畜が盛んで牛の去勢が一般的に行われている地域の伝統料理であり、その話題性から広く知られている。カナダでは主に「プレーリー・オイスター」と呼ばれ、デミグラスソースをかけて食べることが多い。
オクラホマ州やテキサス州最北部では、仔牛の睾丸から作られたものを「カーフ・フライ」（仔牛のフライ）と呼ぶことがある。
スペインやアルゼンチン、メキシコ各地では食材としての睾丸を「criadillas 」と呼ぶ。中南米では口語で「huevos de toro 」（直訳で「雄牛の卵」。huevosは睾丸を指すスラングでもある）と呼ばれる。
ロッキー・マウンテン・オイスターは仔羊の睾丸を用いた「ラム・フライ」（仔羊のフライ）や「animelles」と混同されることがある。このほかにも「カウボーイ・キャビア」、「モンタナ・テンダーロイン」、「ブル・フライ」（雄牛のフライ）、「スウィンギング・ビーフ」（ブラブラする牛肉）など数多くの別名が知られている。
ロッキー・マウンテン・オイスターは元々カウボーイ文化の一部だったとされている。伝統的には、牛の放牧期間の終わりに行われるラウンドアップ（「駆り集め」、en:roundup）で大規模な去勢が行われ、大量に集められた睾丸が労働後のパーティーで食べられていた。当時は手の込んだ調理を行わず、睾丸を皮つきのまま焼印用の炉で焼き、皮が弾けたところを「新鮮なイチジクのように」 食べることが多かった。現在では、この料理を看板としている料理店やバーのほか、フェスティバルや牧畜を営む家庭で主に食べられている。軽食のバラエティの一つとしてロッキー・マウンテン・オイスターを販売しているクアーズ・フィールドのように、有名なイベント会場でこの料理を手軽に提供しているところもある。アイダホ州イーグルでは、フェスティバルの中で「ワールズ・ラージェスト・ロッキー・マウンテン・オイスター・フィード」という催しが開かれ、毎年数千人の参加者を集めている。
家畜の睾丸を切除する第一の目的は食用ではない。畜産において、去勢には繁殖を制限するため・骨格筋の肉質を改善するため・気性を和らげるためなど様々な意味があり、広く行われている。